# إن بوري
إن بوري (لغة تايلندية: อินทร์บุรี) هي مقاطعة تقع في أقصى شمال محافظة سنغ بوري في وسط مملكة تايلند.

## تاريخ
تعد إن بوري واحدة أقدم مدن تايلاند، حيث كانت من أهم المحافظات في ذاك الوقت. بنيت في فترة حكم الملك رامسوان سنة 1369. خلال عهد مملكة أيوثايا، محافظ إن بوري دائما كان فرداً من العائلة الحاكمة نظراً لتمركز إن بوري على الحدود الشمالية لمملكة أيوثايا. وقد أدّت إصلاحات الملك راما الخامس سنة 1895 أثناء الحكم الثيسافيبي إلى هبوط منزلة إن بوري وخضوعها لسنغ بوري ولاحقا تحولت إلى مقاطعة تابعة لمحافظة سنغ بوري.

## جغرافيا
المحافظات المجاورة لإن بوري هي (من الشمال في اتجاه عقارب الساعة) مقاطعة تاخلي التابعة لمحافظة ناخون ساوان، مقاطعة بان مي التابعة لمحافظة لوبوري، ومقاطعتي موانغ سينغ بوري وبانغ راشان التابعتان لمحافظة سنغ بوري، إضافة إلى مقاطعة سابهايا وشاي نات التابعتان لمحافظة تشاينات.

## التقسيمات الإدارية
تنقسم مقاطعة إن بوري إلى 10 دوائر فرعية التي بدورها تنقسم إلى 101 قرية.
| رقم الدائرة | الاسم      | الاسم بالتايلاندية | التعداد السكاني |
| ----------- | ---------- | ------------------ | --------------- |
| 1.          | إن بوري    | อินทร์บุรี             | 11,150          |
| 2.          | براسوك     | ประศุก              | 6,221           |
| 3.          | ثاب يا     | ทับยา               | 6,161           |
| 4.          | نجيو راي   | งิ้วราย              | 5,604           |
| 5.          | شي نام راي | ชีน้ำร้าย             | 4,386           |
| 6.          | ثا نغام    | ท่างาม              | 5,340           |
| 7.          | نام تان    | น้ำตาล              | 3,584           |
| 8.          | ثونغ ان    | ทองเอน             | 7,977           |
| 9.          | هواي شان   | ห้วยชัน              | 4,909           |
| 10.         | فو شاي     | โพธิ์ชัย              | 2,439           |

## أنظر أيضاََ
- www.amphoe.com

## أعلام
- كوكريت براموج